# Thynnichthys vaillanti
Thynnichthys vaillanti är en fiskart som beskrevs av Weber och De Beaufort, 1916. Thynnichthys vaillanti ingår i släktet Thynnichthys och familjen karpfiskar. Inga underarter finns listade i Catalogue of Life.